# Derny-Europameisterschaften

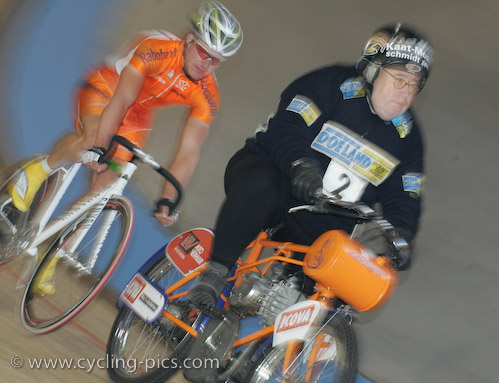
Joop Zijlaard ist mit sechs EM-Titeln der erfolgreichste Schrittmacher bei UEC Derny-Europameisterschaften; hier führt er den zweifachen Europameister Matthé Pronk

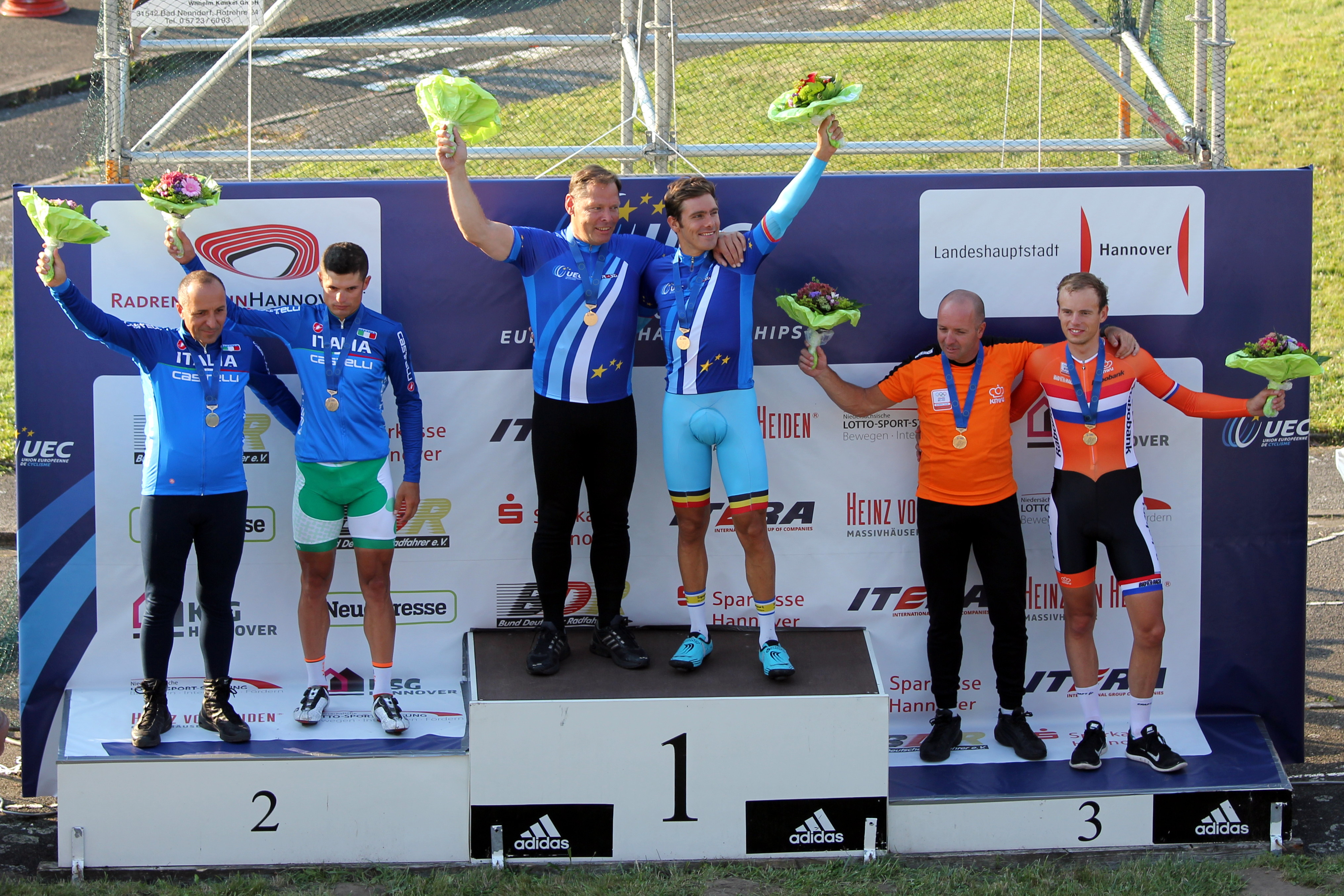
Podium der UEC Derny-Europameisterschaft 2015 in Hannover

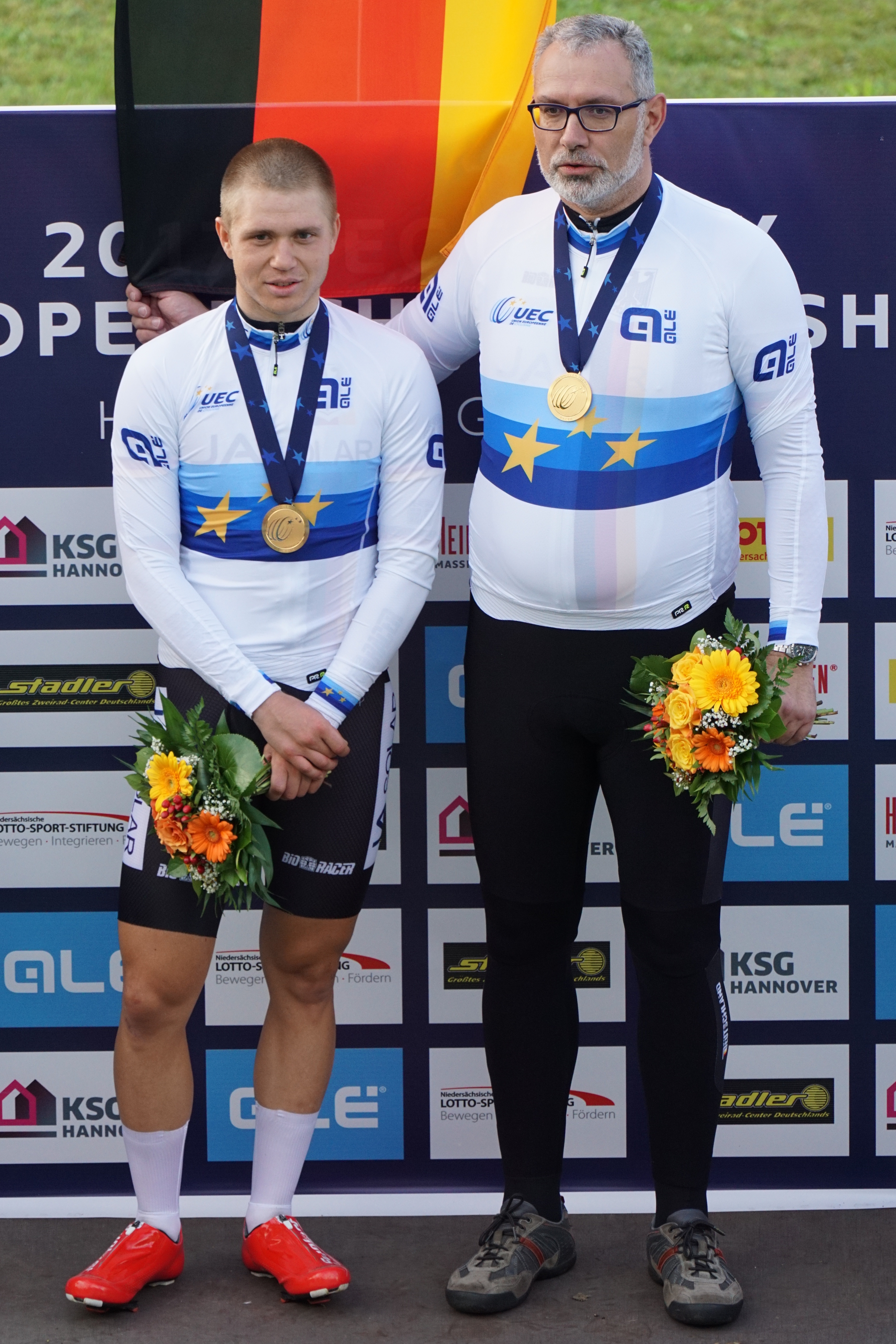
Europameister Achim Burkart (l.) mit Schrittmacher Christian Ertel (2017)

Die Derny-Europameisterschaften werden von der Union Européenne de Cyclisme (UEC) veranstaltet. Seit dem Jahr 2000 wurde die Europameisterschaft jährlich für Männer ausgerichtet, seit 2019 wird sie auch von Frauen bestritten.

## Geschichte
Derny-Europameisterschaften wurden ab 1956 als inoffizielle Europameisterschaft von der Union Européenne des Vélodromes d‘Hiver (UEVH) und seit 1979 von der Union Internationale des Vélodromes (UIV), dem Verband der kommerziellen Bahnradsport-Veranstalter, durchgeführt. Sie waren nicht ausschließlich auf Starter aus europäischen Ländern beschränkt und nur eingeladenen Sportlern vorbehalten. Deshalb gelten sie als inoffiziell. Ab dem Winter 1971/72 hat der damalige internationale Verband der Berufsradfahrer, die Fédération Internationale de Cyclisme Professionnel (FICP), diese Meisterschaften als offizielle Meisterschaften übernommen unter dem Namen Championnats d’Hiver. Die Meisterschaften waren weiterhin auch für „nicht-Europäer“ offen und in engere Zusammenarbeit mit der UIV veranstaltet. Seit 2000 richtet die Union Européenne de Cyclisme (UEC) offizielle Derny-Europameisterschaften aus.
Der Belgier Matthew Gilmore (2001 und 2002), der Niederländer Matthé Pronk (2007 und 2008) sowie der Deutsche Achim Burkart gewannen den Europameister-Titel jeweils zwei Mal. Erfolgreichster Schrittmacher ist der Niederländer Joop Zijlaard mit insgesamt sechs Siegen. Die EM-Titel errang er gemeinsam mit Gilmore, Pronk, Bradley Wiggins (2003) und Peter Schep (2011). Nach Zijllard folgen mit je drei Titeln Michel Vaarten und Cordiano Dagnoni, der bei seinem dritten Titelgewinn Marta Cavalli zur ersten UEC Derny-Europameisterschaft für Frauen pilotierte. (Stand 2019)
In den bisherigen Austragungen konnte erstmals am 19. August 2017 der Bund Deutscher Radfahrer mit Achim Burkart und seinem Schrittmacher Christian Ertel den Titel erringen. Nach einem dritten Platz in 2018 in Erfurt wiederholten die beiden ihren Titelgewinn 2019 in Pordenone (Italien). Stefan Steinweg/Peter Bäuerlein (2000), Theo Reinhardt/Karsten Podlesch (2013) und Achim Burkart/Peter Bäuerlein (2014) erreichten jeweils den zweiten Platz. Gerd Dörich/Sam Mooij (2002), Christian Grasmann/Jacques Petitpierre (2005), Stefan Löffler/Christian Dippel (2006), Roger Kluge/Peter Bäuerlein (2009), Marcel Franz/Peter Bäuerlein (2019) und Romy Kasper/Peter Bäuerlein (2019), wurden jeweils Dritte. Mario Vonhof nahm als Rennfahrer an fünf Derny-Europameisterschaften teil und erreichte vier Mal das Finale. Damit weist er die meisten Teilnahmen aller deutschen Rennfahrer aus. Peter Bäuerlein ist mit 16 Teilnahmen an Derny-Europameisterschaften der UEC der Schrittmacher, der die meisten Teilnahmen aufweisen kann. Er erreichte mit seinen Rennfahrern dabei 13 Mal den Endlauf.
Der Österreicher Franz Stocher wurde in Amsterdam 2002 Vize-Europameister, sein Landsmann Andreas Graf belegte in Kopenhagen 2014 und 2016 Platz drei.
2004 und 2010 fiel der Wettbewerb aus organisatorischen Gründen aus. 2019 wurde die Derny-Europameisterschaft im italienischen Pordenone gemeinsam mit der Stehereuropameisterschaft ausgetragen. Erstmals wurde auch eine Derny-EM für Frauen ausgetragen.

## Regeln und Durchführung
Die Derny-Europameisterschaft wird innerhalb eines Tages – in Ausnahmefällen auch an zwei Tagen – veranstaltet. Das Format sieht Vorläufe zwischen 20 und 30 Kilometer sowie ein Finale über 30 bzw. 40 Kilometer vor. Das Ergebnis wird durch den Zieleinlauf bestimmt. Die Anzahl der Vorläufe und der für das Finale qualifizierten Teilnehmer ist abhängig von der Anzahl der Starter.
Der Ausrichter einigt sich mit dem Veranstalter (UEC) über die technischen Details des Wettbewerbs, wie z. B.
- die technischen Merkmale der Dernys
- die technische Abnahme der Dernys
- die Herkunft der Dernys
- ob die Schrittmacher ihre eigenen Dernys mitbringen oder sie vom Ausrichter gestellt werden
- wie sich der Schrittmacher-Pool zusammensetzt (Schrittmacher aus dem Pool stehen den Rennfahrern zur Verfügung, die keinen eigenen Schrittmacher melden)
- wie das System zur Zuordnung der Pool-Schrittmacher auf die Rennfahrer ohne Schrittmacher angewandt wird.

## Palmarès

### Männer
| Jahr / Ort         | Gold                                | Silber                                    | Bronze                                        |
| ------------------ | ----------------------------------- | ----------------------------------------- | --------------------------------------------- |
|                    | Fahrer / Schrittmacher              | Fahrer / Schrittmacher                    | Fahrer / Schrittmacher                        |
| 2000 / Amsterdam   | Jimmi Madsen / Bruno Walrave        | Stefan Steinweg / Peter Bäuerlein         | Matthew Gilmore / Joop Zijlaard               |
| 2001 / Amsterdam   | Matthew Gilmore / Joop Zijlaard     | Robert Slippens / Sam Mooij               | Jimmi Madsen / Bruno Walrave                  |
| 2002 / Amsterdam   | Matthew Gilmore / Joop Zijlaard     | Franz Stocher / Cees Stam                 | Gerd Dörich / Sam Mooij                       |
| 2003 / Newport     | Bradley Wiggins / Joop Zijlaard     | Steven De Neef / Michel Vaarten           | Robert Slippens / Bruno Walrave               |
| 2004 ausgefallen   |                                     |                                           |                                               |
| 2005 / Dalmine     | Alexei Schmidt / Cordiano Dagnoni   | Konstantin Ponomarjow / Christian Dagnoni | Christian Grasmann / Jean Jacques Petitpierre |
| 2006 / Ballerup    | Iljo Keisse / Michel Vaarten        | Matthé Pronk / Joop Zijlaard              | Stefan Löffler / Christian Dippel             |
| 2007 / Alkmaar     | Matthé Pronk / Joop Zijlaard (NL)   | Iljo Keisse / Michel Vaarten              | Jos Pronk / Sam Mooij                         |
| 2008 / Alkmaar     | Matthé Pronk / Joop Zijlaard        | Alexei Markow / Christian Dippel          | Michael Mørkøv / Jimmi Madsen                 |
| 2009 / Gent        | Kenny De Ketele / Michel Vaarten    | Matthé Pronk / Joop Zijlaard              | Roger Kluge / Peter Bäuerlein                 |
| 2010 ausgefallen   |                                     |                                           |                                               |
| 2011 / Montichiari | Peter Schep / Joop Zijlaard         | Jeff Vermeulen / Ron Zijlaard             | Manuel Cazzaro / Christian Dagnoni            |
| 2012 / Montichiari | Davide Viganò / Cordiano Dagnoni    | Jesper Mørkøv / René Dupont               | Peter Schep / Joop Zijlaard                   |
| 2013 / Montichiari | Elia Viviani / Christian Dagnoni    | Theo Reinhardt / Karsten Podlesch         | Marco Coledan / Cordiano Dagnoni              |
| 2014 / Ballerup    | Jesper Mørkøv / René Dupont         | Achim Burkart / Peter Bäuerlein           | Andreas Graf / Michel Rasmussen               |
| 2015 / Hannover    | Kenny De Ketele / Michel Vaarten    | Davide Viganò / Cordiano Dagnoni          | Jesper Asselman / Herman Bakker               |
| 2016 / Ballerup    | Casper von Folsach / Stinus Roslund | Jesper Asselman / Herman Bakker           | Andreas Graf / Michel Rasmussen               |
| 2017 / Hannover    | Achim Burkart / Christian Ertel     | Christoph Schweizer / Christian Dippel    | Riccardo Minali / Cordiano Dagnoni            |
| 2018 / Erfurt      | Nick van der Lijke / René Kos       | Maikel Zijlaard / Ron Zijlaard            | Achim Burkart / Christian Ertel               |
| 2019 / Pordenone   | Achim Burkart / Christian Ertel     | Yoeri Havik / René Kos                    | Marcel Franz / Peter Bäuerlein                |

### Frauen
| Jahr / Ort       | Gold                             | Silber                           | Bronze                        |
| ---------------- | -------------------------------- | -------------------------------- | ----------------------------- |
|                  | Fahrerin / Schrittmacher         | Fahrerin / Schrittmacher         | Fahrerin / Schrittmacher      |
| 2019 / Pordenone | Marta Cavalli / Cordiano Dagnoni | Marit Raaijmakers / Ron Zijlaard | Romy Kasper / Peter Bäuerlein |

### Europameister vor 2000
- 1991  Constant Tourné
- 1990  Danny Clark
- 1989  Luc Colijn
- 1988  Constant Tourné
- 1987  Constant Tourné
- 1986  Danny Clark
- 1985  Danny Clark
- 1984  Gert Frank
- 1982  Gerrie Knetemann
- 1981  Gerrie Knetemann
- 1980  Dietrich Thurau
- 1979  Dietrich Thurau
- 1978  René Pijnen
- 1977  Patrick Sercu
- 1976  Ole Ritter
- 1975  Günter Haritz